# Abeona (yate)
Abeona es el mayor yate buque de abasto o barco auxiliar, de un tipo conocido en inglés como supply vessel, shadow boat ó support yatch, cuya función es abastecer a un yate de placer con combustible, víveres, repuestos, empleados de mantenimiento, y de embarcaciones de recreo de menor tamaño. Abeona sirve al velero Koru. Abeona es una deidad del paganismo romano.
Su propulsión proviene de dos motores MTU que queman combustible diésel, cada uno de los cuales ostenta 16 cilindros y desplazamiento de 76 litros.  Los motores generan 3,046 caballos de potencia.  Almacena suficiente combustible para desplazarse 5,000 millas náuticas (9,260 kilómetros) sin repostar.
Abeona tiene una eslora de 246 piés, y una velocidad máxima de 18 nudos.  La construcción naval es de los astilleros Damen de Flesinga, Holanda, donde los trabajos iniciaron en 2019 y donde fue botado en octubre de 2022.  Se estima que costó $75 millones.

## Tripulación
La tripulación de la embarcación es de 46, incluyendo al capitán.

## Prestaciones
Helipuerto, almacenaje para lanchas auxiliares y grúas para cargarlas y descargarlas.  A elección del propietario, Abeona podría además llevar cuatrimotos, automóviles, hidroaviones, motocicletas, equipo de buceo y submarinos.

## Propiedad
En 2023, el propietario era Jeff Bezos.